# Nettavisen
Nettavisen — норвежское онлайн-издание, которое появилось в 1996 году, как первая онлайн-газета в Норвегии. Издается исключительно на норвежском языке. По состоянию на 2015 год это был один из самых популярных новостных сайтов Норвегии. По состоянию на апрель 2018 года сайт занимает 29-е место в Норвегии по посещаемости. С 2003 года Гуннар Ставрум является главным редактором.

## История
Интернет-газета (её буквальное название на норвежском языке) была запущена 1 ноября 1996 года и основана Оддом Харальдом Хауге (норв. Odd Harald Hauge), Стигом Эйде Сивертсеном (норв. Stig Eide Sivertsen) и Кнутом Иваром Скейдом (норв. Knut Ivar Skeid). В 1999 году газету купила Spray Sweden, которая в 2000 году стала частью Lycos Europe. В 2000 году основатели Nettavisen помогли запустить (ныне несуществующий) немецкий дочерний сайт Netzeitung.
В 2002 году Nettavisen была куплен крупнейшим в Норвегии коммерческим телеканалом TV 2. 23 октября 2008 года правление TV 2 начали переговоры о продаже газеты. С 2009 года Nettavisen принадлежит непосредственно Egmont и Amedia.
Газета входит в состав медиакомпании Mediehuset Nettavisen с 2008 года. В 2014 году медиакомпания показала рекордную прибыль с ростом годового дохода на 39,7 % годового дохода. К 2010 году Nettavisen превратила дефицит в крупный профицит, и к 2015 году смогла нанять новый персонал в свой новый офис на улице Акерсгата, когда другие газеты продолжали испытывать сильные сложности, несмотря на поддержку со стороны прессы.
По состоянию на 2015 год Nettavisen был вторым по посещаемости новостным веб-сайтом в Норвегии на мобильных платформах и одним из крупнейших в целом на цифровых платформах. Его еженедельная читательская аудитория на норвежском рынке составляет 2,6 миллиона человек. Согласно Гуннару Ставруму, Nettavisen, в настоящее время, является единственной крупной национальной газетой в Норвегии, которая считается в некоторой степени правоцентристской. Сам Ставрум поддерживает Либеральную партию. В 2017 году газета начала выходить на польском, арабском, русском и сомалийском языках. В том же году Amedia стала полноправным владельцем Nettavisen.